# Salzburg Airport W. A. Mozart
Salzburg Airport W. A. Mozart er Østrigs næststørste lufthavn, der er beliggende ved byen Salzburg i den østrigske delstat Salzburg. Lufthavnen blev taget i brug den 16. august 1926 og er opkaldt efter Wolfgang Amadeus Mozart, der er født i Salzburg.
Lufthavnen ligger ca. fire kilometer fra centrum af byen Salzburg og omkring 2 kilometer grænsen til Tyskland i 430 meters højde. Lufthavnens areal udgør 175 hektar.
Lufthavnen trafikbetjenes af linje 2 fra Stadtbus Salzburg og regionale buslinjer, der drives af Postbus. Der opnås togforbindelse til Österreichische Bundesbahnen via bybus til Salzburg Hauptbahnhof, og der er endvidere motorvejsforbindelse via West Autobahn (A1).
Lufthavnen ejes og drives af Salzburger Flughafen GmbH, der ejes 75 % af delstaten Salzburg og 25 % af byen Salzburg.

## Historie
Den første motoriserede flyvning i Salzburg skete den 16. juli 1910 fra en travbane i bydelen Aigen i Salzburg. Da der skete en stigning i flyvningerne begyndte der efter 1. verdenskrig at opstå efterspørgsel efter en egentlig flyveplads nær Salzburg.
Denne åbnes den 16. august 1926. Åbningsflyvningen skete fra München og førte over den nye lufthavn i Salzburg til den et år tidligere naboflyveplads i Bad Reichenhall. Åbningsceremonien skete under ledelse af delstatsformand Franz Rehrl. På det tidspunkt bestod lufthavnen af en træbarak med et venterum, en toldstation og et område for passagerhåndtering. Træbarakken afløstes i 1930 af en ny bygning.
Under nationalsocialismens tid skete en udbygning og modernisering af lufthavnen gennem nye hangars, betonbelægning på start- og landingsbanerne samt forbedring af flysikringsanlæggene. Inden lufthavnen efter den tyske kapitulation den 8. maj 1945 blev overtaget af de amerikanske allierede fungerede lufthavnen de sidste dage som tilflugtssted for fly fra nazi-regimet. Inden amerikanernes indmarsch blev en stor del af flyene sprængt i luften, for at de ikke skulle falde i fjendens hænder.
Under den amerikanske besættelse blev lufthavnen igen forbundet til den internationale flytrafik. Selvom det ikke var tilladt for Østrig efter 2. verdenskrig at have motoriserede fly, tillod den amerikanske militærregering i 1954 indskoling af østrigske piloter til genopbygning af den civile luftfart i landet.
I slutningen af 1950'erne drøftedes en bygning af en ny lufthavn, der skulle bygges nord for byen Salzburg. Man besluttede sig imidlertid til en udbygning af den eksisterende lufthavn, og i 1960'erne gennemførtes en stor modernisering og udvidelse af lufthavnen. Den 26. september 1968 besøgte et Boeing 737 for første gang lufthavnen i Salzburg (flyet var fra Lufthansa).
1970'erne var præget af en debat fra lokale beboere om miljø- og støjproblemer, hvilket førte til at lufthavnen investerede i støjværn og indførte regulering af de tidspunkter, hvor flytrafik var tilladt. Med det stigende antal jetfly og et stødt stigende passagerantal indstillede man i 1970'erne svævefly fra lufthavnen, og disse fly var dermed henvist til mindre flyvepladser i området.
Den 26. marts 1976 landede første gang et wide-body-fly af typen Airbus A300 og to år senere landede et McDonnell Douglas DC-10 fra Swissair i Salzburg Lufthavn. Overlydsflyet Concorde landede første gang i Salzburg den 23. april 1984 og blev fulgt af en Boeing 747 den følgende februar.
Den 26. oktober 1988 skete en fatal ulykke mellem to fly. Et Cessna Citation startede med to personer om bord fra bane 34 med retning mod Innsbruck. På grund af den lavtstående sol overså flyets pilot i 400 meters højde et én-motorers Cessna-fly, der var undervejs med en faldskærmsudspringer. Alle fire personer omkom ved ulykken.
I begyndelsen af 1990'erne blev landingsbanen gjort bredere, for at opfylde kravene fra den stigende trafik og de dermed forbundne sikkerhedsforanstaltninger. I december 2003 åbnedes passagerterminal 2, fortrinsvis for at forbedre forholdene for det store antal charterturister, der besøger Salzburg i vintersæsonen. I 2005 blev terminalen også åbnet for linjefly.
I 2006 håndterede lufthavnen 1,9 mio. passagerer.

## Terminaler
Lufthavnen i Salzburg råder over to terminaler. Disse kan håndtere op til 1.400 passagerer i timen og råder tilsammen over 17 parkeringspladser til fly. 14 af disse er til offentlige formål; tre er forbeholdt privatfly. Fem af de offentlige parkeringspladser er udlagt til wide-body-fly. Amadeus Terminal 2 er om lørdagen i vintersæsonen reserveret til chartertrafik.
På den østlige del af lufthavnsarealet ligger en fragtterminal, hvor fragt håndteres fra et 2.300 m² lagerareal og et 1.600 m² kontorareal. Terminalen har en kapacitet på 11.500 ton fragt om året.